# Hindoenachtzwaluw
De hindoenachtzwaluw (Caprimulgus asiaticus) is een vogel uit de familie van de nachtzwaluwen (Caprimulgidae).

## Verspreiding en leefgebied
De broedgebieden van de hindoenachtzwaluw liggen in open gebieden met struikgewas of wat bos en aanplantingen. Het verspreidingsgebied reikt van het zuidoosten van Pakistan tot in Zuidoost-Azië.
De soort telt twee ondersoorten:
- C. a. asiaticus: zuidoostelijk Pakistan via India tot zuidoost Azië.
- C. a. eidos: Sri Lanka.

## Status
De hindoenachtzwaluw heeft een groot verspreidingsgebied en daardoor is de kans op uitsterven gering. De grootte van de populatie is niet gekwantificeerd. Er is geen aanleiding te veronderstellen dat de soort in aantal achteruit gaat. Om deze redenen staat deze nachtzwaluw als niet bedreigd op de Rode Lijst van de IUCN.